# 巴巴多斯—墨西哥關係
巴巴多斯—墨西哥关系（英語：Barbados–Mexico relations）是巴巴多斯和墨西哥之间的外交关系。两国于1972年建交，现均为加勒比国家联盟、拉丁美洲和加勒比国家共同体、美洲国家组织和联合国的成员国。

## 历史
巴巴多斯与墨西哥于1972年9月11日建立外交关系。两国的交往主要通过多边论坛进行。1984年1月，墨西哥在巴巴多斯首都布里奇敦设立名誉领事馆，但主要外交事务仍由在西班牙港的墨西哥驻特立尼达和多巴哥大使馆负责。
2002年5月，巴巴多斯总理欧文·阿瑟访问墨西哥，出席在墨西哥北部城市蒙特雷举行的联合国发展筹资问题国际会议。会上，包括两国在内的与会各国代表达成了蒙特雷共识。同年6月，墨西哥外交部长豪尔赫·卡斯塔涅达·古特曼访问巴巴多斯，出席在布里奇敦举行的第32届美洲国家组织大会。
2010年2月，巴巴多斯总理戴維·湯普森访问坎昆，出席墨西哥—加勒比共同体峰会。2012年5月，墨西哥总统费利佩·卡尔德龙访问巴巴多斯，出席在布里奇敦举行的加勒比共同体峰会。
2014年6月，墨西哥驻巴巴多斯名誉领事特雷弗·卡迈克尔（英語：Trevor Carmichael）爵士获颁墨西哥授予外国人的最高荣誉勋章阿兹特克雄鹰勋章，以表彰其在促进巴巴多斯和墨西哥之间商业、文化、旅游方面的杰出贡献与其高水准的领事服务。同年，墨西哥外长何塞·安东尼奥·梅亚德访问巴巴多斯。
2022年，两国庆祝建交50周年。

## 高层互访
巴巴多斯高层访墨西哥
- 总理欧文·阿瑟（2002年）
- 总理戴維·湯普森（2010年）
- 外交部长麦克辛·麦克莱恩（英语：Maxine McClean）（2017年）
- 外交部长杰罗姆·沃尔科特（英语：Jerome Walcott）（2021年）

墨西哥高层访巴巴多斯
- 外交部长豪尔赫·卡斯塔涅达·古特曼（2002年）
- 总统费利佩·卡尔德龙（2012年）
- 外交部长何塞·安东尼奥·梅亚德（2014年）

## 双边协议
两国签署过《科学与技术合作协议》（1995年）和《避免双重征税和防止所得税逃避协议》（2008年）等双边协议。除此之外，墨西哥政府每年还为在墨西哥的巴巴多斯籍研究生提供奖学金，支援他们在墨西哥的高等教育机构学习。

## 贸易
2023年，巴巴多斯与墨西哥之间的贸易总额为1830万美元。巴巴多斯向墨西哥出口的主要商品包括电路保护设备、杀虫剂、香水、酒精等；而墨西哥向巴巴多斯出口的主要商品包括家用电器、电话（包括手机）、铁矿石、非合金钢、拖拉机、管道、石油油品等。墨西哥跨国建材公司西麦斯在巴巴多斯有业务运营。